# Compass Point Studios

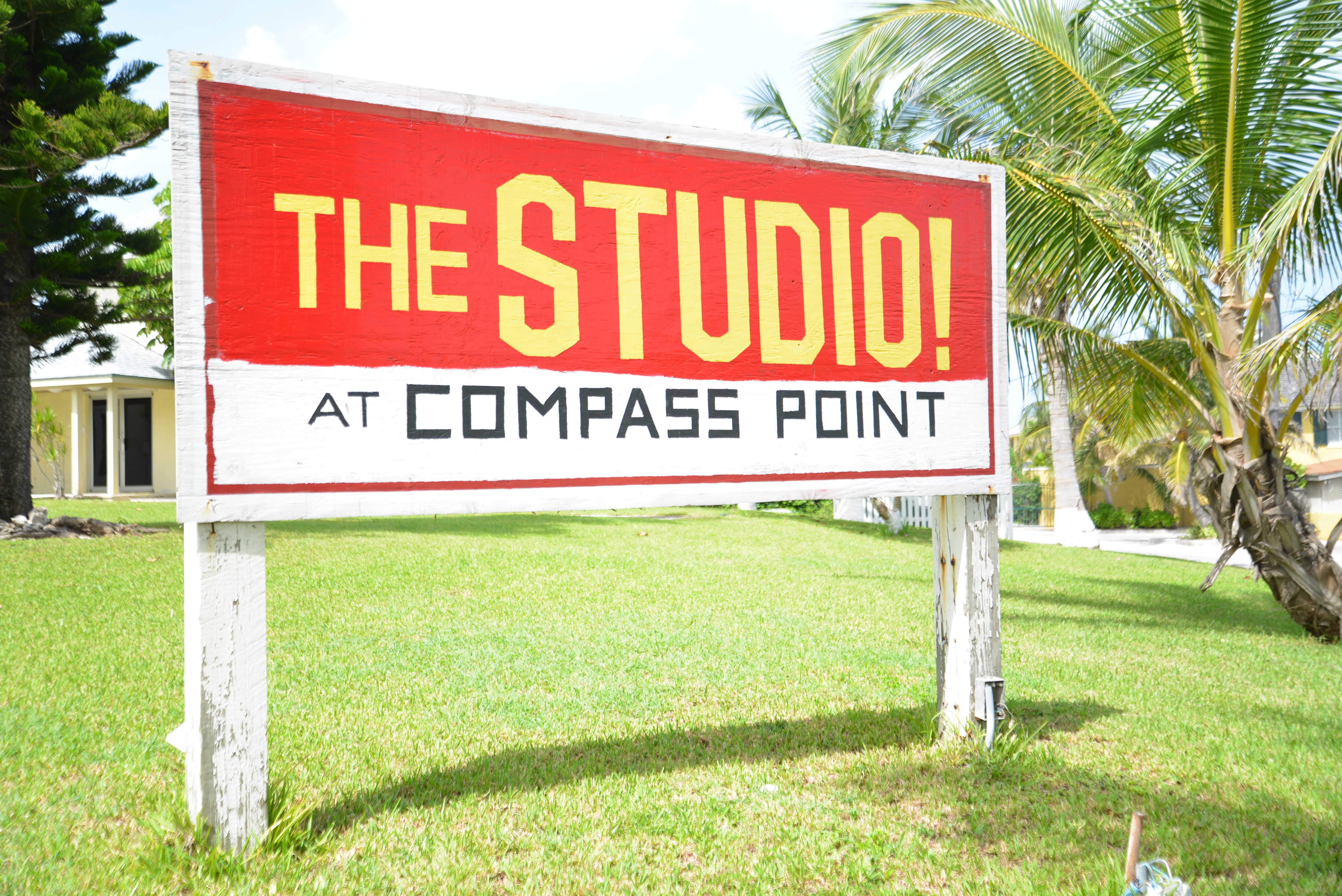
Compass Point Studios

Compass Point Studios war der Name eines Tonstudios in Nassau, Bahamas.

## Geschichte
Das Studio wurde 1977 von Chris Blackwell, Eigentümer von Island Records, gegründet. Es war nicht als Aufnahmestudio für einheimische Musiker gedacht, sondern sollte den Bedürfnissen etablierter Künstler aus Nordamerika und Europa genügen. Ende der 1970er formierte Blackwell eine Studioband namens „The Compass Point All-Stars“, zu dessen Stammbesetzung Schlagzeuger Sly Dunbar und Bassist Robbie Shakespeare gehörten und die ihre ersten Aufnahmen mit der Sängerin Grace Jones bestritt. Durch die Verbindung moderner Aufnahmetechnik mit den klimatischen und steuerlichen Vorteilen der Bahamas wurde das Studio bald zu einem beliebten Aufnahmeort bekannter Künstler und erlebte seine erste Blütezeit von seiner Gründung bis Mitte der 1980er Jahre. Beispielsweise nahmen AC/DC hier 1980 ihr erfolgreichstes Album Back in Black auf. Nach dem Unfalltod des Studiomanagers und Produzenten Alex Sadkin im Jahr 1987 begann das Studio zu verfallen. Die Aufnahmetechnik veraltete und es buchten immer weniger Künstler das Studio für Aufnahmen. Im Jahr 1992 entschloss sich Blackwell, die drohende Schließung durch eine grundlegende technische Erneuerung abzuwenden. Zu diesem Zweck engagierte er das Produzentenduo Terrie und Sherrie Manning, sodass die Compass Point Studios Ende 1992 neu eröffnet werden konnten. Seitdem gehörte es zu den bekanntesten und bei Künstlern beliebtesten Tonstudios der Welt.
Im September 2010 wurde das Studio aufgrund der innenpolitischen Unruhen und der damit verbundenen Sicherheitsrisiken für die Betreiber und deren Kunden dauerhaft geschlossen.